# Andensittich
Der Andensittich (Bolborhynchus orbygnesius) ist eine Vogelart der Neuweltpapageien. Er kommt ausschließlich in Südamerika vor. Andensittiche spielen in der Ziervogelhaltung anders als viele der südamerikanischen Sittiche keine Rolle. Sie wurden erstmals in den 1970er Jahren nach Europa importiert.

## Erscheinungsbild
Der Andensittich erreicht eine Körperlänge von 17 Zentimetern. Das Gefieder ist mattgrün. Dabei zeigen bei Männchen die Stirn, Zügel und Kinn einen leicht gelblichen Anflug. Bei den Weibchen fehlt dieser. Das Rückengefieder und die Oberschwanzdecken sind dunkelgrün. Die Außenfahnen der Handschwingen sind bläulich überhaucht.
Der Schnabel ist grünlich-grau. Die Augenringe sind unbefiedert und von grauer Farbe.

## Verbreitungsgebiet und Verhalten

Verbreitungsgebiet des Andensittichs (grün)

Der Andensittich ist wie der nah verwandte Rotstirnsittich eine Papageienart der Anden. Er kommt in den Hochregionen von Peru und dem Norden Boliviens vor. In Bolivien werden die meisten Exemplare in Höhenlagen von 3.500 Metern NN beobachtet. Aus Peru sind Andensittiche bekannt, die noch in Höhenlagen von 6.500 Metern vorkommen. Andensittiche leben paarweise oder in kleinen Schwärmen. Sie fressen Sämereien und Beeren.

## Belege